# UFC Fight Night: McDonald vs. Lineker
UFC Fight Night: McDonald vs. Lineker (também conhecido como UFC Fight Night: 91)  foi um evento de artes marciais mistas promovido pelo Ultimate Fighting Championship,  ocorrido em 13 de julho de 2016 no Denny Sanford Premier Center em Sioux Falls, Dakota do Sul  nos Estados Unidos.

## Background
Será a primeira vez que Dakota do Sul recebe um card do UFC
A luta principal prevista era entre o vencedor do The Ultimate Fighter: Team Lesnar vs. Team dos Santos Tony Ferguson contra o vencedor do The Ultimate Fighter: Team Cruz vs. Team Faber Michael Chiesa pela divisão dos Leves. No entanto, por motivo de lesão, Michael Chiesa foi retirado do evento e a luta entre os pesos galos Michael McDonald e John Lineker foi promovida à evento principal. Tony Ferguson foi mantido no card e enfrentará o invicto Landon Vannata no co-evento principal.
Alex White deveria enfrentar The Ultimate Fighter: Team McGregor vs. Team Faber vencedor Ryan Hall, mas puxou para fora em 28 de junho devido a uma lesão não revelada. Salão eleito para lutar em uma data diferente ao invés de ter a promoção encontrá-lo um substituto.

## Bônus da Noite
- Luta da Noite:  Tony Ferguson vs.  Lando Vannata
- Performance da Noite:  John Lineker e  Louis Smolka